# Маріон (Іллінойс)
Маріон (англ. Marion) — місто (англ. city) в США, в округах Вільямсон і Джонсон штату Іллінойс. Населення — 16 855 осіб (2020).

## Географія
Маріон розташований за координатами 37°42′58″ пн. ш. 88°55′32″ зх. д. / 37.71611° пн. ш. 88.92556° зх. д. (37.716135, -88.925650).  За даними Бюро перепису населення США в 2010 році місто мало площу 41,99 км², з яких 41,41 км² — суходіл та 0,59 км² — водойми.

## Демографія
Згідно з переписом 2010 року, у місті мешкали 17 193 особи в 7438 домогосподарствах у складі 4464 родин. Густота населення становила 409 осіб/км².  Було 8273 помешкання (197/км²).
Расовий склад населення:
| - 87,8 % — білих - 7,4 % — чорних або афроамериканців - 1,5 % — азіатів - 0,4 % — корінних американців |

До двох чи більше рас належало 2,0 %. Частка іспаномовних становила 2,6 % від усіх жителів.
За віковим діапазоном населення розподілялося таким чином: 22,1 % — особи молодші 18 років, 59,0 % — особи у віці 18—64 років, 18,9 % — особи у віці 65 років та старші. Медіана віку мешканця становила 39,7 року. На 100 осіб жіночої статі у місті припадало 92,2 чоловіків;  на 100 жінок у віці від 18 років та старших — 89,0 чоловіків також старших 18 років.
Середній дохід на одне домашнє господарство  становив 57 219 доларів США (медіана — 42 839), а середній дохід на одну сім'ю — 71 465 доларів (медіана — 59 406). Медіана доходів становила 46 829 доларів для чоловіків та 33 918 доларів для жінок. За межею бідності перебувало 18,2 % осіб, у тому числі 26,8 % дітей у віці до 18 років та 6,1 % осіб у віці 65 років та старших.
Цивільне працевлаштоване населення становило 7621 осіб. Основні галузі зайнятості: освіта, охорона здоров'я та соціальна допомога — 29,5 %, мистецтво, розваги та відпочинок — 13,1 %, роздрібна торгівля — 12,9 %.